# Rhynchophorus ferrugineus
El picudo rojo  (Rhynchophorus ferrugineus) es una especie de coleóptero de la familia de los gorgojos, originario del Asia tropical. Es un gorgojo de gran tamaño, entre dos y cinco centímetros, de un color rojizo ferruginoso que lo vuelve muy distintivo.
Fuera de su área de distribución, el insecto es considerado una plaga por su gran capacidad destructiva de las plantas donde se hospeda. A nivel global, es la plaga más dañina para las palmeras. Se estima que afecta entre 19 y 24 especies de palmera a lo largo de 14 géneros. Ataca tanto a variedades ornamentales como comerciales de palmeras, por lo que tiene un impacto económico, social y paisajístico significativo.
La plaga puede ser tratada con endoterapia, duchas foliares, o capturada de manera masiva mediante trampas con feromonas. Para la endoterapia, se pueden utilizar insecticidas como el Imidacloprid, el Tiametoxam, la Abamectina y el Emamectin, en las dosis indicadas. Para las duchas foliares se pueden utilizar el Fosmet y el Acetamiprid. Para las trampas con feromonas, se agrega además material de las palmeras e insecticidas granulados.

## Introducción
Las larvas perforan galerías de más de un metro de longitud en los troncos de las plantas que hospeda, comprometiendo la vida de estas y convirtiendo al R. ferrugineus en una plaga. Sus plantas hospedantes son fundamentalmente de la familia de las palmeras, como el Cocos nucifera (cocotero), Elaeis guineensis (palmera del aceite) y el género Phoenix, entre ellas Phoenix canariensis (palmera canaria) y Phoenix dactylifera (palmera datilera), aunque se han constatado ataques en otras especies incluyendo el palmito Chamaerops humilis.
Las plantas afectadas por la plaga sufren amarilleamiento y marchitamiento, pudiendo llegar a producirse la muerte del pie afectado. El control de esta plaga es complicado y se utilizan diferentes técnicas preventivas o curativas, como último recurso se proceda a la eliminación de los pies afectados y los que se sospecha pudieran estarlo, para evitar la propagación del insecto.

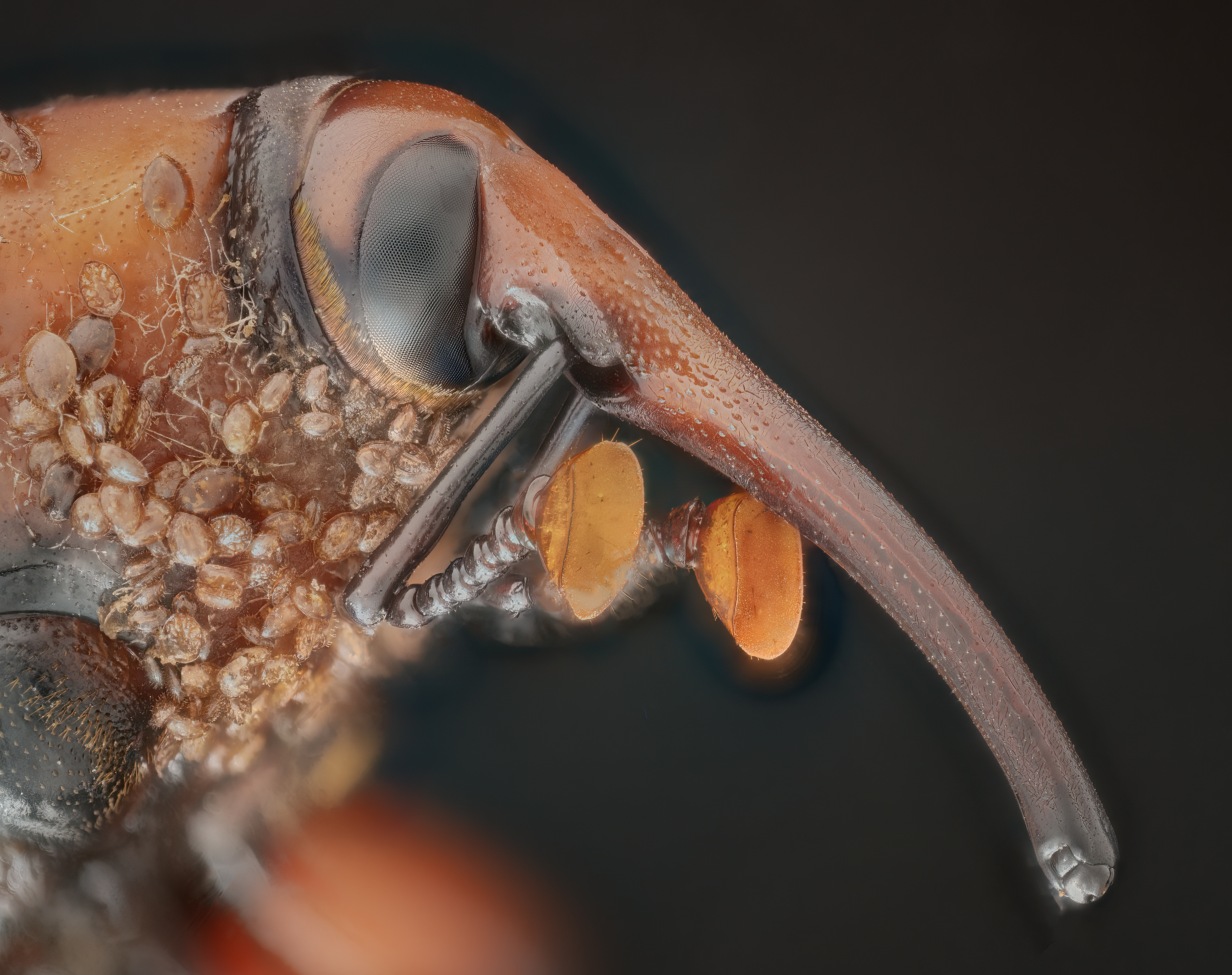
Frente de unRhynchophorus ferrugineus

## Distribución
El picudo rojo se ha extendido a numerosos países, de África, Europa y América, ajenos a su área de distribución natural debido al transporte antrópico. Está afectando actualmente a todas las palmeras de las áreas más cercanas a la costa de los países del sur de Europa.

### Propagación en España
En España la plaga apareció por vez primera en 1994, en Almuñécar. Tanto aquella vez como en las posteriores introducciones en diversos puntos de Andalucía oriental, Murcia y la Comunidad Valenciana, se cree que la plaga llegó a través de palmeras infectadas procedentes de Egipto u otros países del norte de África.[cita requerida] Debido a su potencial colonizador y constituir una amenaza grave para las especies autóctonas, los hábitats o los ecosistemas, esta especie ha sido incluida en el Catálogo Español de Especies Exóticas Invasoras, aprobado por Real Decreto 630/2013, de 2 de agosto.
En España, desde su primera detección hasta 2022, se identificaron varios casos de palmeras afectadas que dañaron el patrimonio paisajístico en zonas de Andalucía,[cita requerida] Badajoz, Córdoba, islas Canarias (en el palmeral de Elche),[cita requerida] La Coruña, Ribera de Ebro y Cambados. En 2014, la plaga afectó al Parque de Málaga, donde dieciséis palmeras centenarias fueron declaradas muertas, perdiendo la linealidad del parque.

### Propagación en Uruguay
En julio de 2022, el Ministerio de Ganadería, Agricultura y Pesca emitió una alerta fitosanitaria debido a la detección de R. ferrugineus a través de la Dirección General de Servicios Agrícolas. La presencia de este insecto es única en América del Sur y se desconoce cómo llegó a Uruguay.
En julio de 2022 el insecto había sido detectado en cuatro departamentos: Canelones, Florida, San José y Montevideo. A agosto de 2023, se estima que el picudo rojo ha afectado a más de diez mil ejemplares.
El picudo rojo ha llegado a infestar en Uruguay a palmeras canarias (Phoenix canariensis), palmeras Washingtonias (robusta y filífera) y algunas pocas palmeras Pindó (Syagrus romanzoffiana). Si bien se han evidenciado algunas muertes de Butia capitata en sitios de ataque de otras especies, el Ministerio aún no ha podido llegar a la conclusión de que el picudo rojo haya sido el agente que la haya matado. Hasta agosto de 2023, el Ministerio no había decretado ningún protocolo de acción para proteger a los palmares de Rocha, pudiendo afectar a palmeras nativas de Uruguay del género Butia y a otras distribuidas a lo largo del territorio, como aquellas del los géneros Trithrinax. En agosto de 2023, se estimaba que las palmeras afectadas superaban las diez mil.

## Ciclo biológico
La vida media de este coleóptero, en el estado adulto, oscila entre cuarenta y cinco y noventa días, según las condiciones de su entorno: clima, alimentación, etc. Desde que eclosiona el huevo hasta su muerte tiene una vida media de entre ciento treinta y doscientos días.
El picudo rojo completa su ciclo biológico dentro del mismo hospedador, sin necesidad de cambiar de palmera hasta que esta ha sido destruida en su totalidad, es decir, hasta que el animal se queda sin alimento suficiente para la cría de la nueva estirpe o para el crecimiento del individuo. El imago o individuo adulto manifiesta una intensa actividad diurna; es entonces cuando sale en busca de nuevos ejemplares de palmera para infectarlas y depositar huevos. Las palmeras afectadas por este insecto suelen ser la palmera datilera (Phoenix dactylifera), la palmera canaria (Phoenix canariensis), el cocotero (Cocos nucifera) y la palmera de Guinea (Elaeis guineensis). En el plazo de un año este escarabajo es capaz de completar hasta tres ciclos biológicos.

### Ovoposición
Tras la fecundación, la hembra adulta deposita entre trescientos y quinientos huevos de forma aislada, a través de orificios producidos por ellas mismas en la búsqueda de alimento o bien aprovechando las hendiduras o heridas de la propia palmera. Estos gorgojos son sensibles a las cairomonas que desprenden las palmeras como resultado de heridas o podas sin tratar, por lo que no les resulta muy difícil encontrar nuevos hospedadores. La puesta se produce en los tallos terminales de la planta y en el tejido blando de las bases de las hojas. En la ovoposición, las hembras doblan los tarsos hacia arriba y se anclan al tejido con las espinas de las tibias apoyándose en el tercer par de patas hasta poner en contacto el ovipositor con el sustrato. Después los huevos quedan protegidos y fijados con una secreción producida por las hembras. Según M. M. Martín y T. Cabello, las hembras producen una puesta media de doscientos once huevos, de los cuales un 78,02% eclosiona en un periodo de 3,35 ± 0,27 días, dando lugar a larvas ápodas. El huevo, de color blanquecino, cilíndrico, brillante, tiene forma ovalada y mide de 1 a 2,5 mm. En la parte posterior de dichos huevos hay unas estructuras llamadas opérculos.

### Larvas

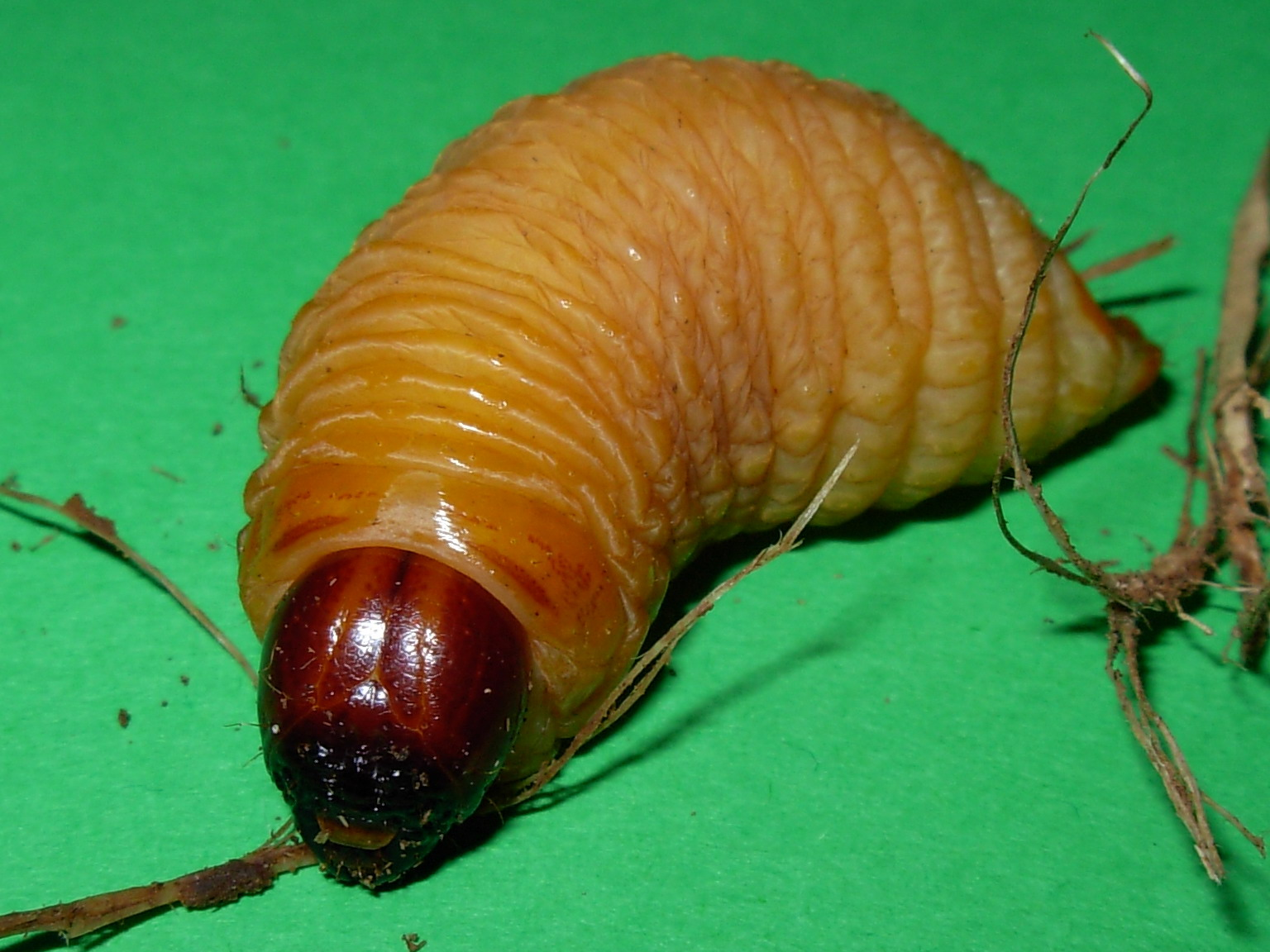
Larva de Rhynchophorus ferrugineus

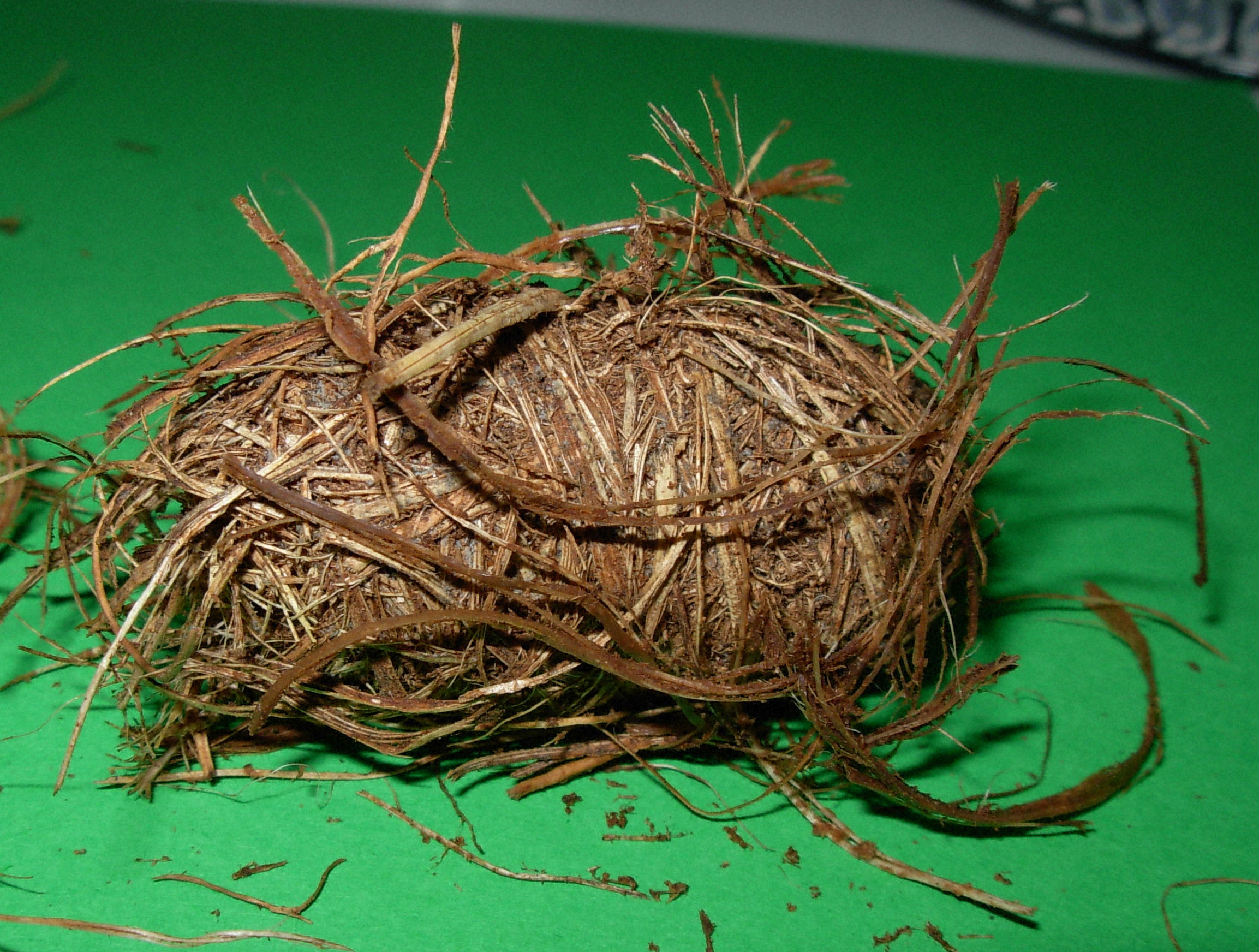
Capullo

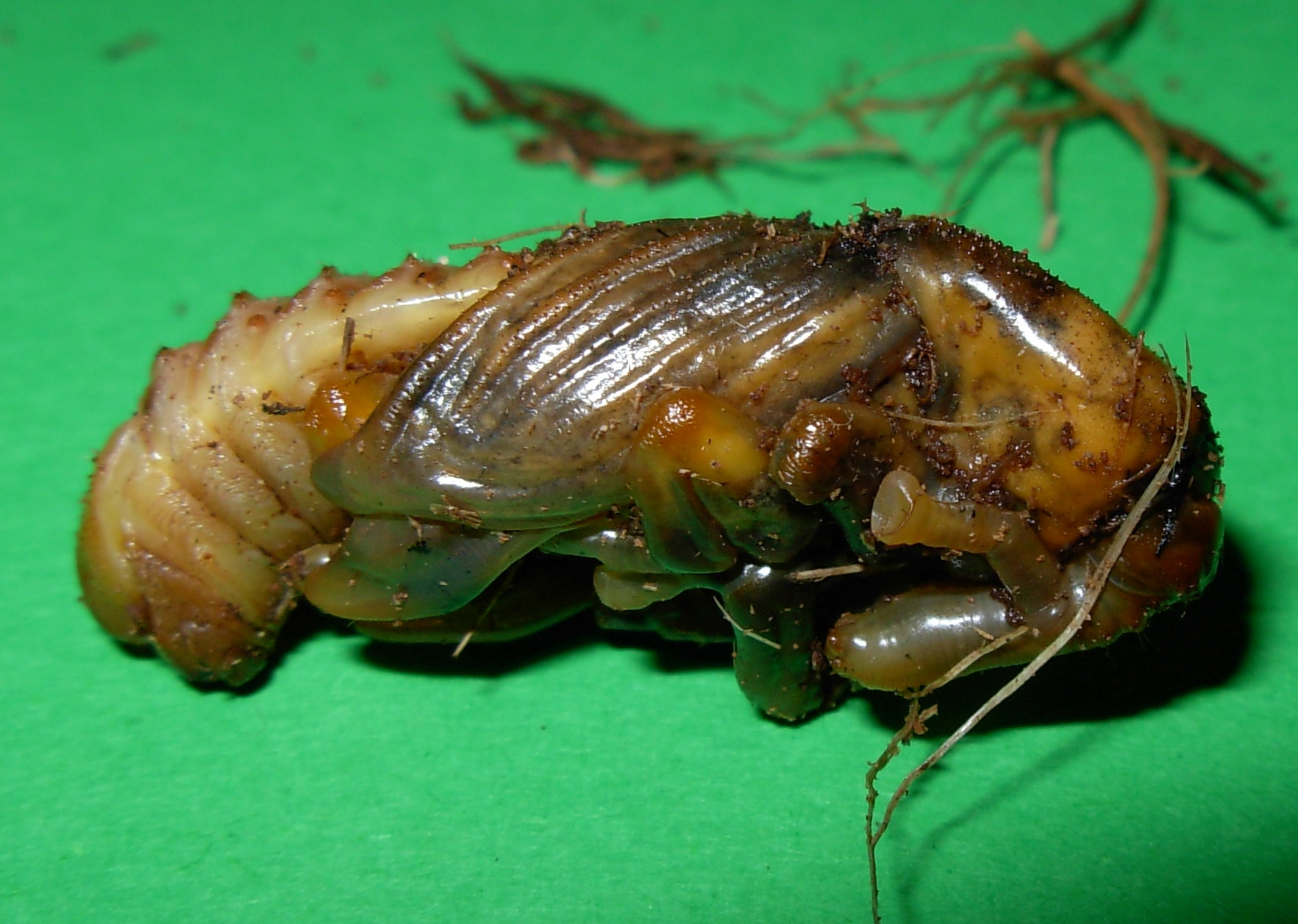
Pupa

Las larvas neonatas son de color amarillo blanquecino, segmentadas, ápodas (sin patas), y presentan una gran cápsula cefálica quitinosa, de color más pardo que el resto del cuerpo. Constan de unas potentes mandíbulas cónicas horizontales, con las que excavan galerías desde las axilas de las hojas hasta la corona, en cuyo interior se alimentan vorazmente. Estos insectos permanecen en el estadio larval una media de 95,53 ± 1,63 días, teniendo en cuenta los resultados de la investigación, pero puede variar ya que esta fase está muy influenciada por la temperatura. Durante el transcurso de este periodo, las larvas experimentan un crecimiento considerable, ya que pasan de medir apenas dos milímetros a los cinco centímetros. La tonalidad del cuerpo también cambia un poco, pasa de tener un color blanquecino brillante a un blanco amarillento opaco. Una vez completado el desarrollo larvario, construyen un capullo con fibras extraídas de las galerías de la palmera, en cuyo interior sufren una metamorfosis completa y pasan al siguiente estadio. Los capullos tienen una longitud de 4 a 6 cm y se localizan en la base de los árboles.

### Pupa
La pupa, de color rojo–marrón oscuro, se forma dentro del capullo formado por fibras de la palmera. En ese estado, el picudo sufre una metamorfosis, un último cambio antes de alcanzar el estadio adulto. Esta fase puede durar entre quince y treinta días. Este valor es similar a los 27,83 ± 3,13 días señalado por M. M. Martín y T. Cabello, pero hay que tener en cuenta una vez más que estos periodos están determinados por la temperatura. Una vez terminado el periodo de pupación, el adulto puede permanecer unos cuantos días más dentro de ese capullo fibroso.

### Adulto
El insecto adulto se desplaza caminando y volando, siendo capaz de alcanzar grandes distancias. No obstante, permanece en la palmera inicialmente atacada si todavía dispone de material vegetal para su alimentación. En caso contrario, y atraídos por los olores que desprenden las palmeras con heridas, colonizan ejemplares no infestados. De esta manera comienza un nuevo ciclo biológico, se producen más fecundaciones, otras ovoposiciones, eclosiones, etc.
El macho se suele diferenciar de la hembra, no solo por su tamaño, que suele ser inferior, sino también porque en la parte superior del pico, junto a la boca, consta de una pequeña tira de pelos.

## Síntomas de la infección
Normalmente la infección en las palmeras afectadas suele detectarse aproximadamente al año de su contagio. Es entonces cuando las señales de peligro se hacen más evidentes, y cuando se debe aplicar el tratamiento; de lo contrario, la palmera morirá. Algunos de los síntomas que presentan las palmeras afectadas son:
- Decaimiento de las hojas.
- Se debilita el brote apical y el meristemo de la palmera.
- Presencia de galerías excavadas en el punto de inserción de las hojas.
- Aparecen capullos de dicho insecto.
- Hojas sanas y verdes aparecen colgando, (como si se hubieran medio cortado).
- Trozos de hojas roídas en la copa o hijuelos en forma de V.
- Coloración atabacada de hojas centrales.
- Hojas centrales con extremo retorcido.

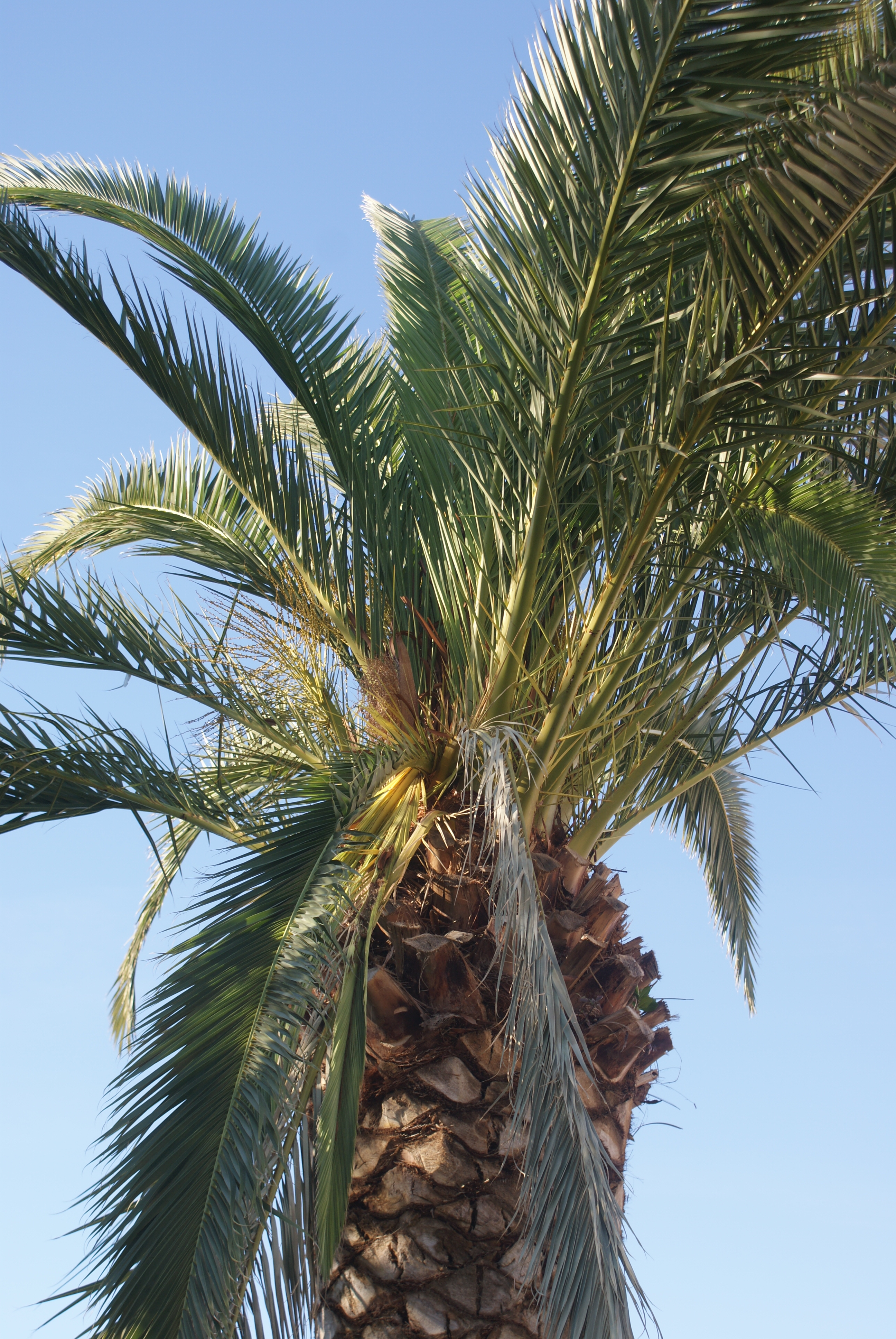
Una palmera canaria con los primeros síntomas de la infección. Nótese las hojas caídas.
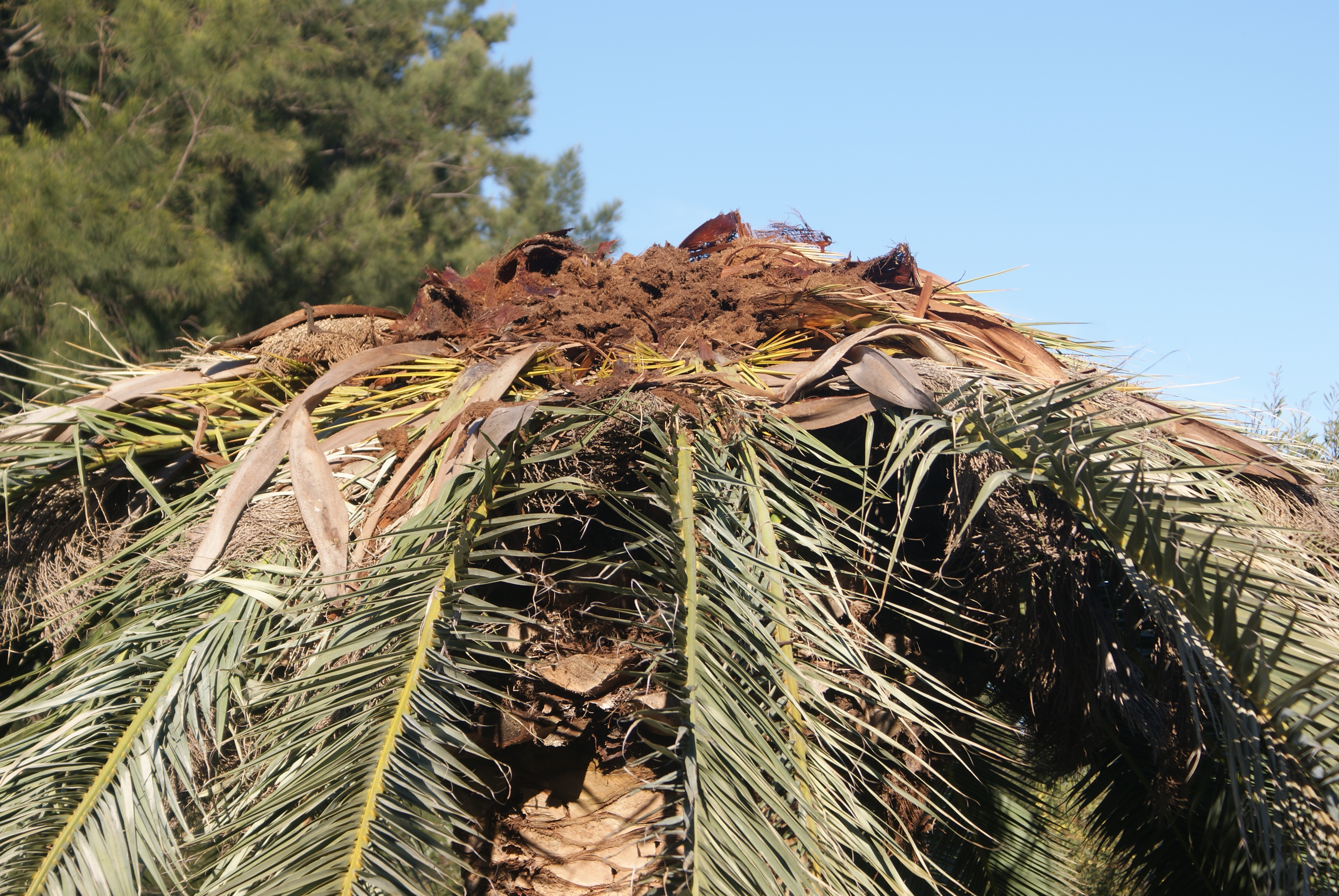
Corona de la palmera canaria destruida.
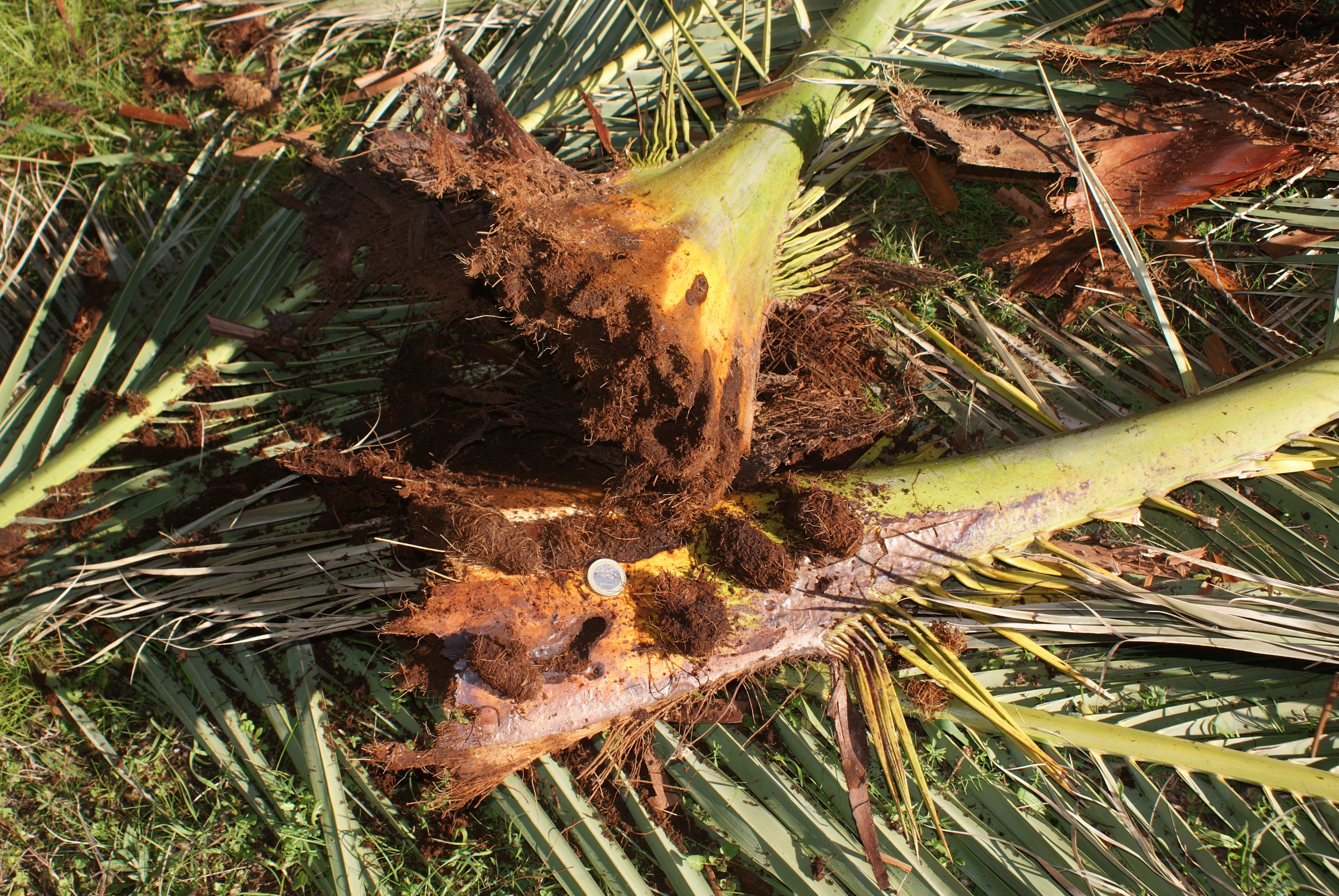
Bases de las hojas de la palmera destruidas, con visible presencia de hoyos y capullos de pupas extraídas.
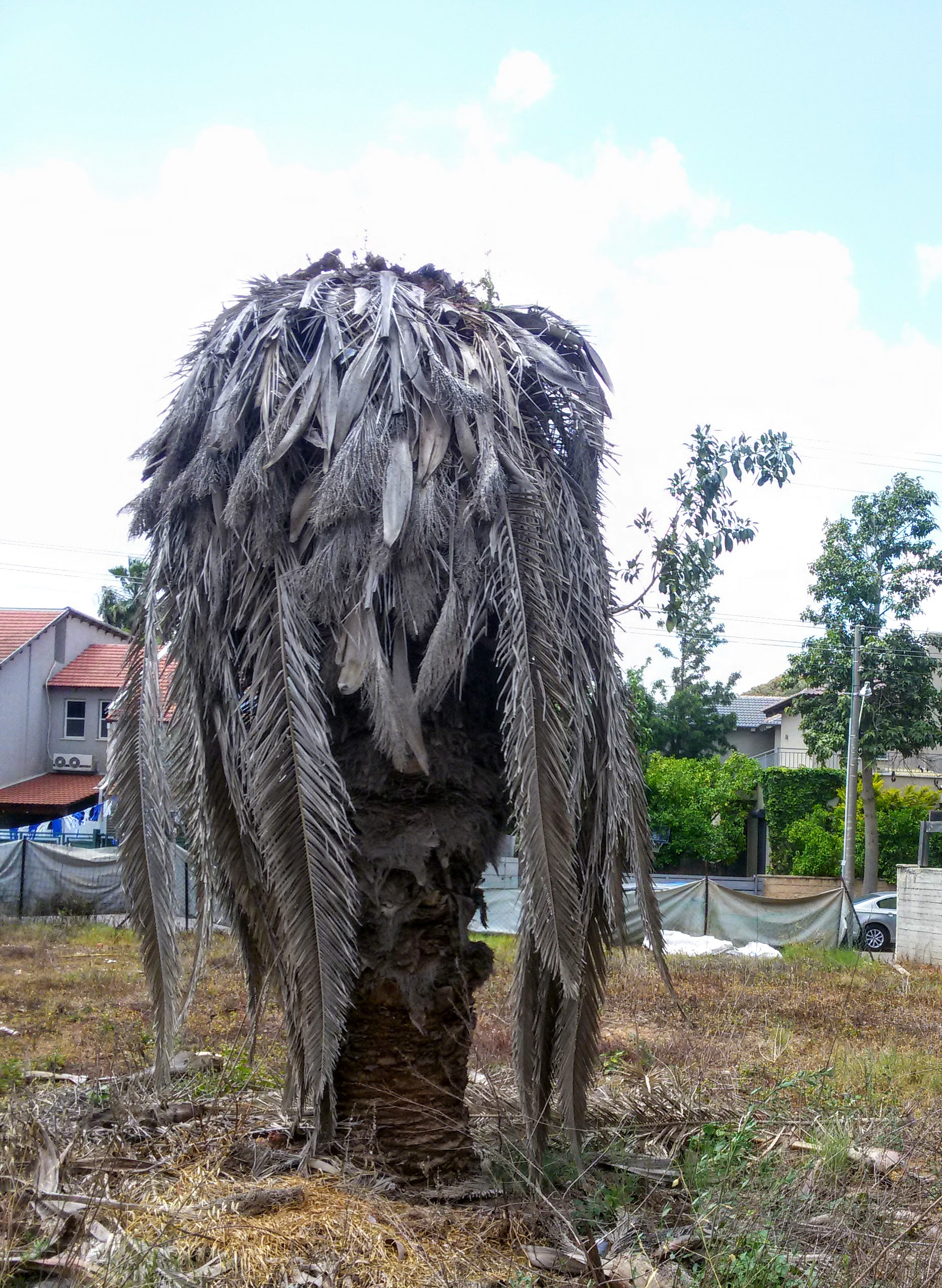
Palmera muerta, atacada por el picudo rojo.

## Tratamientos contra la plaga
Estudios recientes[¿cuál?] con sensores han demostrado que el picudo rojo no interrumpe su ciclo biológico durante el invierno, y las infestaciones persisten incluso en climas fríos. Además, cuando los síntomas foliares de infestación son visibles, es probable que el daño interno ya sea irreversible, limitando la efectividad de los tratamientos en esa etapa avanzada. 
Para controlar eficazmente el picudo rojo, es fundamental implementar un programa de detección y tratamiento a lo largo de todo el año, con especial atención durante los meses cálidos (de mayo a septiembre en el Hemisferio Norte, y de septiembre a febrero en el Hemisferio Sur), cuando la plaga puede proliferar más rápidamente. En áreas afectadas, las trampas de feromonas son útiles para detectar y monitorear la presencia de adultos, facilitando el seguimiento de la población.
Hoy en día, siguiendo un protocolo adecuado y la unión de varios métodos, se logra reducir y recuperar por completo las palmeras afectadas, que no tengan la yema apical cortada por la larva. Con la utilización mediante endoterapia vegetal y aplicaciones foliares tipo ducha y constante seguimientos, se obtienen muy buenos resultados. 

### Tratamientos con insecticidas
Los tratamientos preventivos con insecticidas sistémicos, especialmente neonicotinoides, se destacan como los más efectivos, junto con aplicaciones de duchas foliares con insecticidas de contacto, que actúan directamente en áreas donde se hospedan adultos y larvas, reforzando la barrera protectora de la planta. El picudo rojo puede ser tratado con insecticidas que, según el país, se encuentran disponibles para la venta al público.
En 2013 la empresa cordobesa Fertinyect publicó un remedio a partir de una patente de la Universidad de Córdoba, con inyecciones en el tronco de fitosanitarios cien por cien efectivas.

### Tratamientos con métodos preventivos biológicos
El uso de parásitos para acabar con el picudo rojo demuestra su efectividad. Los expertos logran una alta mortalidad en la plaga que arrasa las palmeras del municipio de Murcia, España.[cita requerida] Aunque los métodos preventivos biológicos, por ejemplo, el uso de enemigos naturales del picudo rojo (parásitos, patógenos, bacterias, hongos y nematodos) han sido probados, no han mostrado una eficacia significativa en áreas con alta presencia del picudo rojo. Lo ideal es aplicar tratamientos preventivos para que, en caso de infestación, las larvas encuentren niveles letales de insecticida activo en el tejido de la planta, limitando así la proliferación de la plaga desde sus primeras etapas.
Recientemente[¿cuándo?], se ha conseguido avanzar en el control de esta plaga mediante el uso de sensores sísmicos para la detección temprana de las larvas dentro del estípite de la palmeras y su combinación con el uso de agentes biológicos inocuos para el entorno mediante el uso del hongo Beauveria bassiana.

## Usos culinarios

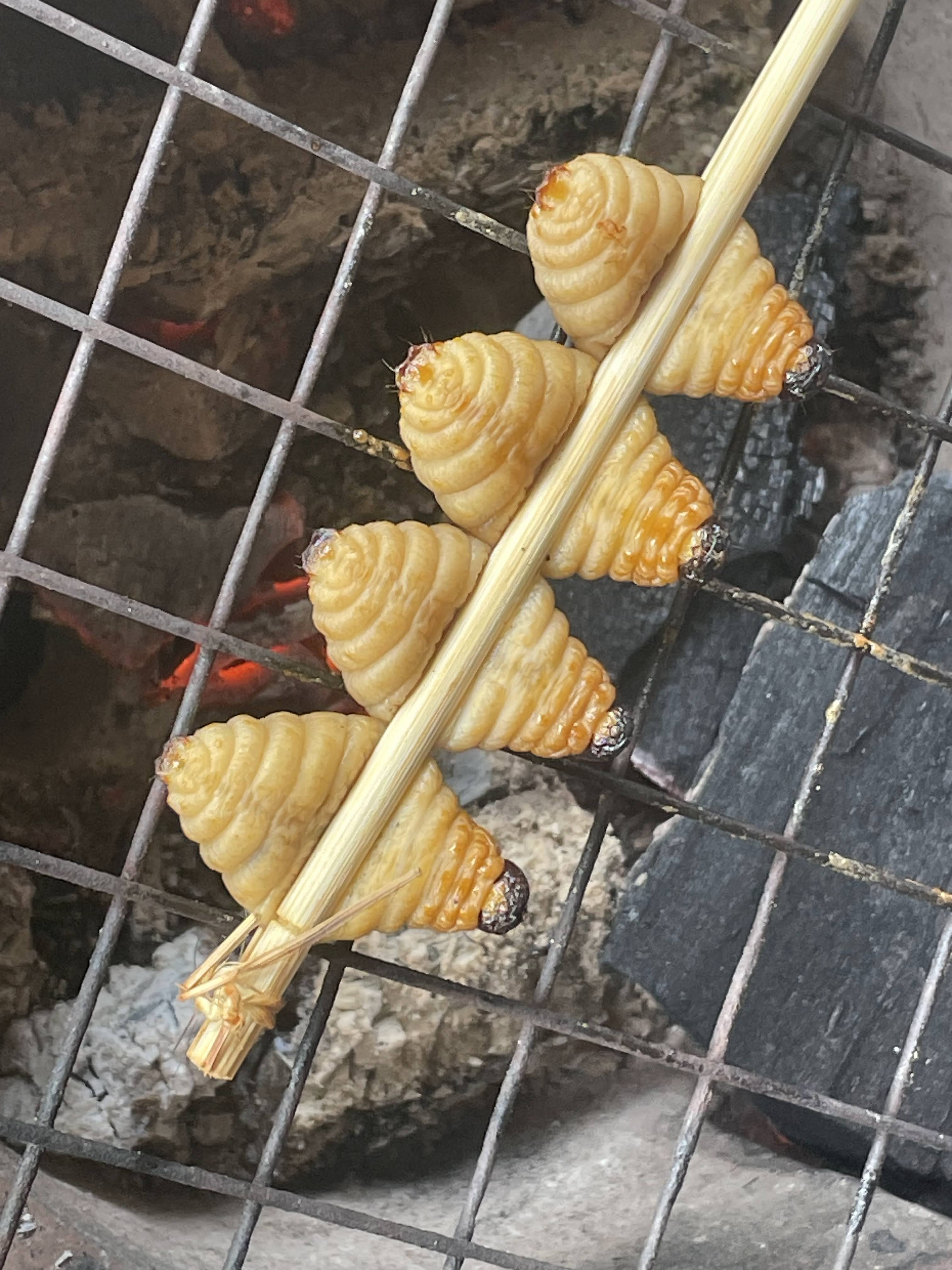
Larvas tostadas del picudo rojo en Laos

Es el escarabajo comestible más consumido del África subsahariana.[cita requerida] En Vietnam, las larvas son consideradas un manjar, y se comen vivas con salsa de pescado. Otros métodos de cocción incluyen tostar, freír y cocinar al vapor. Se comen con arroz glutinoso y ensalada o cocidos con papilla. Las larvas se conocen en el idioma vietnamita como đuông dừa ("larva del escarabajo del coco").  Los "gusanos sagú" reportados en otros países (p. ej., Malasia Oriental, Nueva Guinea) se refieren a especies diferentes y relacionadas de Rhynchophorus.